# Grandcamp-Maisy
Grandcamp-Maisy – miejscowość i gmina we Francji, w regionie Normandia, w departamencie Calvados.
Według danych na rok 1990 gminę zamieszkiwało 1881 osób, a gęstość zaludnienia wynosiła 127 osób/km² (wśród 1815 gmin Dolnej Normandii Grandcamp-Maisy plasuje się na 104. miejscu pod względem liczby ludności, natomiast pod względem powierzchni na miejscu 246.).